# Pieter Dregmans
Pieter Dregmans (Hoek, 26 juli 1899 – Serooskerke (W), 18 december 1956) was een Nederlands politicus van de ARP.
Hij werd geboren als zoon van Johannes Martinus Dregmans (1867-1925) en Janneke van Vessem (1867-1940). Zijn vader was vanaf 1896 gedurende 28 jaar de gemeentesecretaris van Hoek. Zelf was hij vanaf 1920 volontair en later klerk bij de gemeentesecretarie van Hoek. Hij werd in 1922 de gemeentesecretaris van Serooskerke op Walcheren. In 1930 volgde daar zijn benoeming tot burgemeester. Tijdens dat burgemeesterschap overleed hij in 1956 op 57-jarige leeftijd.
Zijn jongere broers Jan Lambertus Dregmans en Jacobus Dregmans waren eveneens burgemeester.